# Nord-Troms tingrett

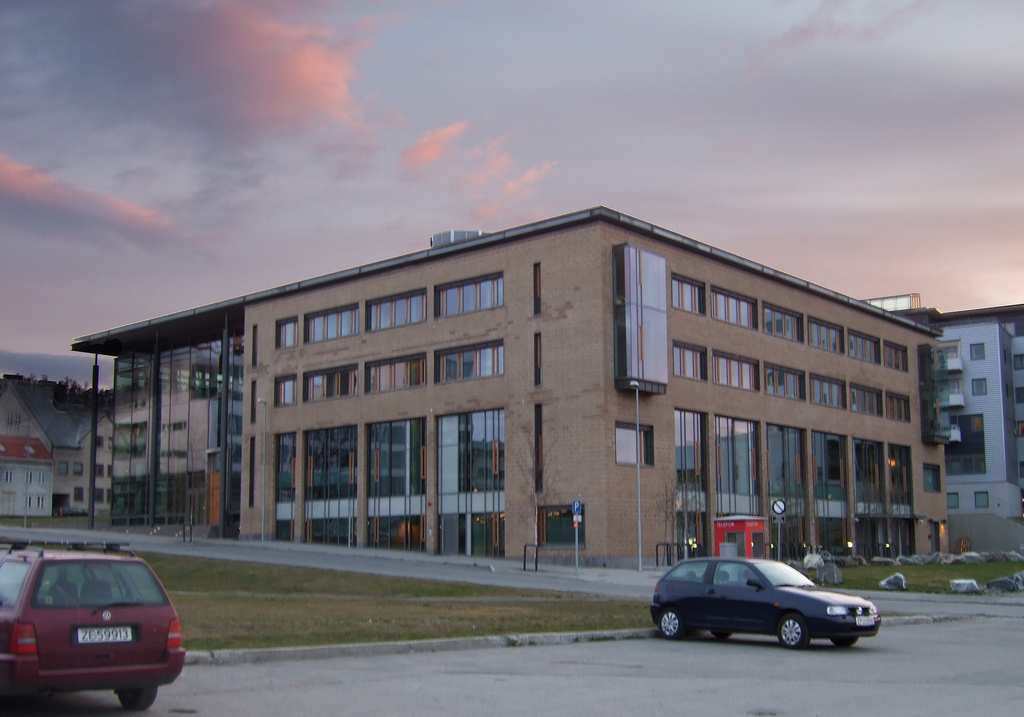
Gerechtsgebouw in Tromsø

Nord-Troms tingrett is een tingrett (kantongerecht) in de Noorse fylke Troms. Het gerecht is gevestigd in Tromsø. Het gerechtsgebied  omvat de gemeenten Karlsøy, Tromsø, Balsfjord, Lyngen, Storfjord, Kåfjord, Nordreisa, Skjervøy en Kvænangen alsmede de eilandengroep Spitsbergen. Het gerecht maakt deel uit van het ressort van Hålogaland lagmannsrett. In zaken waarbij beroep is ingesteld tegen een uitspraak van Nord-Troms zal de zitting van het lagmannsrett worden gehouden in Tromsø.